# كيوشي ميساكي
كيوشي ميساكي (باليابانية: 見崎清志) هو مهندس ياباني، ولد في 13 يناير 1946.

## روابط خارجية
- كيوشي ميساكي على موقع DriverDB.com (الإنجليزية)